# Bledlow-cum-Saunderton
Bledlow-cum-Saunderton est une paroisse civile du Buckinghamshire, en Angleterre.